# Protest the Hero
Protest the Hero — канадський рок-гурт, що грає у стилях мелодик-металкор та прогресивний метал у суміші з електронною музикою (мат-рок). Гурт був заснований у 1999 році в Онтаріо. Гурт випустив 4 повноформатних альбоми, 3 демо-альбоми, та зняв 10 відеокліпів.
Під час своїх концертів гурт виступав на одній сцені з такими гуртами, як: Death by Stereo, Bad Religion, Anti-Flag, The Fall of Troy, The Bled, DragonForce, Trivium, The Sword, Cellador, All That Remains, Blessthefall, Threat Signal, The Holly Springs Disaster, Alexisonfire, Bullet For My Valentine, NOFX, Against Me!, Sum 41, Korn, Limp Bizkit, Between the Buried and Me.

## Склад гурту
- Роді Вокер (Rody Walker) — вокал
- Тім Міллар (Tim Millar) — гітара
- Люк Хоскін (Luke Hoskin) — гітара і клавишні
- Морган Карлсон (Morgan «Moe» Carlson) — ударні
- Ариф Мірабдолбахі (Arif Mirabdolbaghi) — бас-гітара

## Дискографія

### Альбоми
- 2003 — A Calculated Use of Sound
- 2005 — Kezia
- 2008 — Fortress
- 2011 — Scurrilous
- 2013 — Volition

### EP
- 2002 — 3-Track Demo
- 2002 — Search for the Truth
- 2003 — A Calculated Use Of Sound
- 2008 — Sequoia Throne

## Сингли
| Назва                  | Рік  |
| ---------------------- | ---- |
| «Heretics and Killers» | 2006 |
| «Bloodmeat»            | 2007 |
| «Sequoia Throne»       | 2008 |
| «Palms Read»           | 2008 |
| «Spoils»               | 2009 |
| «C'est la Vie»         | 2011 |
| «Hair Trigger»         | 2011 |

## Відео
| Year | Song                      | Director             |
| ---- | ------------------------- | -------------------- |
| 2003 | «These Colours Don't Run» | Marc Ricciardelli    |
| 2005 | «Blindfolds Aside»        | Marc Ricciardelli    |
| 2006 | «Heretics and Killers»    | Marc Ricciardelli    |
| 2007 | «The Divine Suicide of K» | Colin Minihan        |
| 2008 | «Bloodmeat»               | Marc Andre Debruyne  |
| 2008 | «Sequoia Throne»          | Marc Andre Debruyne  |
| 2008 | «Palms Read»              | Sean Michael Turrell |
| 2009 | «Spoils»                  | Sean Michael Turrell |
| 2009 | «Limb From Limb»          | Marc Andre Debruyne  |
| 2011 | «C'est la Vie»            | Marc Andre Debruyne  |
| 2011 | «Hair-Trigger»            | Marc Ricciardelli    |